# Casa Paoli
Casa Paoli es una casa histórica y museo biográfico en el barrio Cuarto, Ponce, Puerto Rico, en la Zona Histórica de Ponce. La casa fue el lugar de nacimiento de Antonio Paoli (1871-1946), un tenor que fue el primer puertorriqueño en alcanzar el reconocimiento internacional en las artes escénicas. La casa fue el hogar de la infancia del artista y fue introducido al arte y la ópera en esta casa durante su infancia. En 1987, la casa se convirtió en museo para honrar la carrera de Antonio Paoli. El edificio fue incluido en el Registro Nacional de Lugares Históricos de EE. UU. en 2009.

## Historia
La casa había sido un regalo de bodas para los padres de Paoli, quienes se casaron en la Catedral de Ponce después del nacimiento de los primeros cinco de sus ocho hijos. Antonio, su séptimo hijo, nació en la casa, al igual que dos de sus hermanos. Era la casa que ocupaba Paoli durante sus años de formación. A solo unas cuadras del Teatro La Perla, Casa Paoli proporcionó un fácil acceso para Paoli al lugar de artes teatrales más importante de Ponce. Como cantó para numerosos reyes de todo el mundo, Paoli  es conocido como el "Tenor de los reyes".

## Arquitectura
La fachada frontal de la residencia consiste en una llamativa mampostería de ladrillo blanco y melocotón y un porche de estuco con un balcón principal en forma de arco, coronado por un rostro femenino. Una segunda entrada arqueada, más pequeña, es la entrada principal al porche y la casa. Los herrajes de principios del siglo XX separan el porche delantero de la acera de la calle principal. Las puertas de entrada de la casa son de persianas de madera, características de mediados a finales del siglo XIX. Un orificio circular para el viento en la pared frontal con molduras decorativas acentúa el porche; otra abertura circular más pequeña decora por encima del arco, hacia el porche. El interior consta de nueve habitaciones, un pasillo lateral largo y soleado con múltiples contraventanas de chapa de madera y un vestíbulo externo de adoquines que conduce al patio trasero.
El estilo arquitectónico se describe como neoclásico, con otros elementos del siglo XX. La casa fue construida como estructura de madera antes de 1864, cuando fue adquirida por Domingo Paoli, padre de Antonio Paoli. En 1870, la casa se había convertido en una residencia de mampostería de madera y ladrillo. En 1914, el destacado arquitecto e ingeniero civil Manuel V. Domenech la actualizó a la estructura actual de ladrillo y estuco. 

## Antonio Paoli
Antonio Paoli nació en esta casa el 14 de abril de 1871. Desde muy joven acompañaba a sus padres a las funciones de ópera en el Teatro La Perla, ubicado a unas seis cuadras de esta casa. Una actuación inspiradora del tenor italiano Pietro Baccei lo ayudó a decidir qué quería ser "cuando creciera". Sus padres alimentaron su ambición al inscribirlo en una escuela de formación de voz. Sin embargo, cuando Antonio tenía solo 12 años murieron sus padres. Paoli se mudó a España para vivir con su hermana, Amalia, quien también era cantante. Amalia también animó a su hermano menor a perseguir su sueño de convertirse en cantante de ópera.
Después de estudiar en el Real Monasterio de San Lorenzo de El Escorial en Madrid, y en la Academia de Canto La Scala en Milán, Paoli debutó en París. Luego ganó honores y premios en todo el mundo y llegó a ser conocido cariñosamente como "El Rey de los Tenores" y como "El Tenor de los Reyes". Regresó a Puerto Rico en 1917. Antonio y Amalia establecieron una escuela de formación vocal en San Juan. También ayudaron en producciones teatrales en el Teatro Municipal de San Juan. En 1934, el Teatro Municipal de San Juan pasó a llamarse Teatro Antonio Paoli en su honor.
Paoli murió el 24 de agosto de 1946 y fue enterrado en el Cementerio Conmemorativo de Puerto Rico en Isla Verde. El 13 de abril de 2005, sus restos fueron exhumados y trasladados al Panteón nacional Román Baldorioty de Castro.

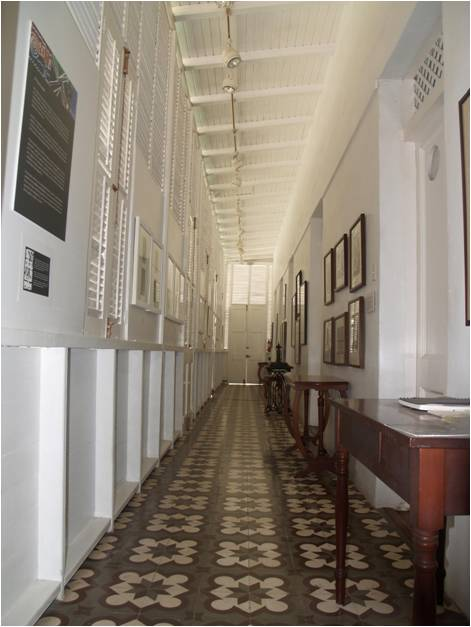
Galería interior

## Museo y centro de investigación
Casa Paoli funciona como un centro de investigación museístico sobre la cultura puertorriqueña. El edificio es la sede del Centro de Investigaciones Folklóricas de Puerto Rico (Puerto Rico Center for Folkloric Research). La misión del Centro es fomentar las tradiciones culturales y las artes populares de Puerto Rico. El Centro compró la propiedad a Antonio Penna Salicrup y su familia en 1987 para preservar la historia de este cantante lírico y su familia. El Centro de Investigaciones Folklóricas de Puerto Rico solía estar ubicado en la Calle Marina # 27, en la Residencia Zaldo de Nebot, pero se mudó a Casa Paoli en 1987.
El museo consta de tres salas de exposición donde se exhiben fotografías, correspondencia en forma de postales, etc., y otros recuerdos. Entre las ofertas de este museo se encuentra una tienda que exhibe coloridas máscaras de papel maché que se usan en las celebraciones anuales del Carnaval de Ponce. El museo actual exhibe documentos y otros recuerdos de la vida de este cantante, junto con ejemplos del arte puertorriqueño y una historia de la ciudad de Ponce.